# Corrado II di Borgogna
Corrado II dei Guelfi (835 circa – 876) fu conte di Auxerre e il secondo conte di Borgogna Transgiurana.

## Origine
Figlio secondogenito del conte di Parigi, poi conte di Auxerre e primo conte di Borgogna Transgiurana, Corrado I di Borgogna (circa 800- circa 863) e da Adelaide d'Alsazia, come ci viene confermato nei Miraculis Sancti Germani: Adelaide, di natali gloriosi era la moglie del principe Corrado, anche lui di fulgida stirpe. Adelaide (805-dopo l'866), era la figlia secondogenita del conte di Tours, Ugo e della moglie Ava o Bava, come risulta dal testamento di Gerardo di Rossiglione, conte di Vienne. Corrado I era figlio Guelfo I (seconda metà dell'VIII secolo -824/5), conte di Altdorf e di Edvige di Sassonia (seconda metà dell'VIII secolo - ?). Corrado II era inoltre fratello (questa parentela ci viene confermata dal cronista Reginone) di Ugo l'abate, marchese di Neustria, conte d'Angiò, di Auxerre, di Nevers e di Tours, che fu anche arcivescovo di Colonia, abate di molte abbazie ed inoltre arcicappellano di corte.

## Biografia
Secondo alcune fonti, Corrado, in prime nozze, aveva sposato Giuditta, figlia del marchese Eberardo del Friuli.
Dopo l'855, suo padre Corrado I ricevette dal nipote, il re dei Franchi occidentali, Carlo il Calvo la contea di Auxerre e divenne il signore della Borgogna Transgiurana, e, anche per questo, Corrado II continuò a collaborare con il re dei Franchi occidentali, Carlo il Calvo, servendolo lealmente e fedelmente, ed infatti, nell'858, assieme al fratello, Ugo l'abate, aiutò Carlo il Calvo a rifugiarsi in Borgogna, dopo che quest'ultimo era stato abbandonato dalla nobiltà neustriana, guidata da Roberto il Forte e sconfitto dal fratellastro, il re dei Franchi orientali, Ludovico II il Germanico.
Corrado col fratello Ugo aiutarono Carlo il Calvo a radunare un esercito ad Auxerre, col quale Carlo poté riconquistare il suo regno.
Carlo poi ricompensò abbondantemente i due fratelli per i feudi in Alemagna, a cui essi dovettero rinunciare.
Corrado sposò (forse in seconde nozze) Waldrada, come risulta dalle Mémoires concernant l'histoire civile et ecclésiastique d'Auxerre et de son ancient diocese, in cui il nuovo re dei Franchi occidentali, Luigi il Balbo, dopo la morte del marito, la conferma proprietaria dell'abbazia di Saint-Germain d'Auxerre, di cui non si conoscono gli ascendenti.
Corrado poi passò al servizio dell'imperatore Ludovico II, che, tra l'861 e l'862, gli concesse le tre diocesi transgiurane di Ginevra Losanna, Sion e l'abbazia di Saint Maurice d'Agaune.
Corrado, alla morte del padre, ereditò il titolo di conte di Auxerre verso l'863, da cui venne destituito, dopo che, nell'864, Ludovico II gli aveva concesso ufficialmente il titolo di conte (o duca o marchese) della Borgogna Transgiurana.
Secondo gli Annales Xantenses, Corrado affrontò e uccise Uberto, figlio del conte del Valais Bosone il Vecchio (?-855), fratello di Teutberga (?-876), che era sposata a Lotario II, fratello dell'imperatore del Sacro Romano Impero, Ludovico II, a cui si era ribellato; l'avvenimento è confermato anche dagli Annales Mettenses: Uberto venne ucciso, nel dicembre dell'866, nel corso di una battaglia, nei pressi d'Orbe, combattuta contro il conte di Auxerre e neo conte (o duca) della Borgogna Transgiurana, Corrado II.
Dopo la morte di Corrado il Vecchio, sua madre, Adelaide, tra l'864 e l'866, sposò Roberto il Forte, come è indicato nelle Europäische Stammtafeln, vol II cap. 10(non consultate)..
Corrado morì nell'876, lasciando erede l'unico figlio maschio, Rodolfo.

## Discendenza
Da Waldrada Corrado ebbe due(forse tre) figli:
- Rodolfo I di Borgogna[23] (859 - † 911), prima conte e poi re della Borgogna Transgiurana.
- Adelaide (circa 860- dopo il 14 luglio 929), contessa di Auxerre, sposò nell'888 il duca Riccardo di Borgogna, detto il Giustiziere;

forse da Giuditta del Friuli ebbe:
- Aldegonda di Borgogna (860-902), sposò Erefried I della dinastia degli Azzoni.
- un figlio di nome sconosciuto da cui nacque una figlia
  - Adelaide di Borgogna[24] (?-943), che sposò Ludovico il Cieco (880-928), re di Provenza.

## Ascendenza
|                        |                         |                       | Genitori            |  |  | Nonni |  |  | Bisnonni |  |  | Trisnonni |  |
|                        |                         |                       |                     |  |  |       |  |  | Ruthard  |  |  | …         |  |
|                        |                         |                       |                     |  |  |       |  |  | Ruthard  |  |  | …         |  |
|                        |                         | …                     |                     |  |  |       |  |  | Ruthard  |  |  |           |  |
| Guelfo I               |                         |                       |                     |  |  |       |  |  | Ruthard  |  |  |           |  |
|                        |                         | …                     | …                   |  |  |       |  |  |          |  |  |           |  |
|                        |                         | …                     | …                   |  |  |       |  |  |          |  |  |           |  |
|                        |                         | …                     | …                   |  |  |       |  |  |          |  |  |           |  |
| Corrado I di Borgogna  |                         | …                     |                     |  |  |       |  |  |          |  |  |           |  |
|                        |                         | Isanbard              | Guerino di Turgovia |  |  |       |  |  |          |  |  |           |  |
|                        |                         | Isanbard              | Guerino di Turgovia |  |  |       |  |  |          |  |  |           |  |
|                        |                         | Isanbard              | Adelinde            |  |  |       |  |  |          |  |  |           |  |
| Edvige di Baviera      |                         | Isanbard              |                     |  |  |       |  |  |          |  |  |           |  |
|                        |                         | Thiedrada             | …                   |  |  |       |  |  |          |  |  |           |  |
|                        |                         | Thiedrada             | …                   |  |  |       |  |  |          |  |  |           |  |
|                        |                         | Thiedrada             | …                   |  |  |       |  |  |          |  |  |           |  |
| Corrado II di Borgogna |                         | Thiedrada             |                     |  |  |       |  |  |          |  |  |           |  |
|                        | Liutfrido II di Sundgau | Liutfrido I d'Alsazia |                     |  |  |       |  |  |          |  |  |           |  |
|                        | Liutfrido II di Sundgau | Liutfrido I d'Alsazia |                     |  |  |       |  |  |          |  |  |           |  |
|                        | Liutfrido II di Sundgau | Iltrude di Wormsgau   |                     |  |  |       |  |  |          |  |  |           |  |
| Ugo di Tours           | Liutfrido II di Sundgau |                       |                     |  |  |       |  |  |          |  |  |           |  |
|                        |                         | Bava d'Alsazia        | …                   |  |  |       |  |  |          |  |  |           |  |
|                        |                         | Bava d'Alsazia        | …                   |  |  |       |  |  |          |  |  |           |  |
|                        |                         | Bava d'Alsazia        | …                   |  |  |       |  |  |          |  |  |           |  |
| Adelaide d'Alsazia     |                         | Bava d'Alsazia        |                     |  |  |       |  |  |          |  |  |           |  |
|                        |                         | …                     | …                   |  |  |       |  |  |          |  |  |           |  |
|                        |                         | …                     | …                   |  |  |       |  |  |          |  |  |           |  |
|                        |                         | …                     | …                   |  |  |       |  |  |          |  |  |           |  |
| Ava/Bava               |                         | …                     |                     |  |  |       |  |  |          |  |  |           |  |
|                        |                         | …                     | …                   |  |  |       |  |  |          |  |  |           |  |
|                        |                         | …                     | …                   |  |  |       |  |  |          |  |  |           |  |
|                        |                         | …                     | …                   |  |  |       |  |  |          |  |  |           |  |
|                        |                         | …                     |                     |  |  |       |  |  |          |  |  |           |  |

### Fonti primarie
- (LA)  Monumenta Germaniae Historica, Scriptores, tomus II.
- (LA)  Monumenta Germaniae Historica, Scriptores, tomus XIII.
- (LA)  Rerum Gallicarum et Francicarum Scriptores, tomus XII.
- (LA)  Monumenta Germaniae Historica, Scriptores, tomus I.
- (LA)  Rerum Gallicarum et Francicarum Scriptores, tomus VII.
- (LA)  Histoire d´Auxerre.

### Letteratura storiografica
- René Poupardin, I regni carolingi (840-918), in «Storia del mondo medievale», vol. II, 1999, pp. 583–635
- Louis Halphen, Il regno di Borgogna, in «Storia del mondo medievale», vol. II, 1999, pp. 807–821